# Ernst von Rechenberg
Ernst Heinrich Carl von Rechenberg genannt von Linten (* 18. April 1788 in Irmlau, Kurland; † 24. Mai 1858 in Alt-Abgulden, Kurland) war ein kurländischer Landespolitiker.

## Leben
Ernst von Rechenberg war Angehöriger derer von Rechenberg gnt. Linten. Er studierte ab 1807 an der Kaiserlichen Universität Dorpat Rechtswissenschaften. 1808 wechselte er an die Universität Heidelberg und 1810 an die Universität Landshut. 1808 wurde er Mitglied des Corps Curonia Heidelberg. Nach Abschluss des Studiums und Reisen in die Schweiz und nach Frankreich kehrte er 1811 nach Kurland zurück. Von 1815 bis 1851 war er Ritterschaftssekretär. In dieser Funktion war er 1817 Mitredakteur der 1817 entworfenen Kurländischen Bauernverordnung. Er war der Redakteur der Komite-Relationen für den kurländischen Landtag, der Verhandlungen der kurländischen Ritterschaft und der Landtagsschlüsse der kurländischen Ritterschaft. Von 1851 bis 1852 war er zum mitauschen örtlichen Kreismarschall und von 1852 bis 1858 zum tuckumschen residierenden Kreismarschall gewählt. Er besaß das Rittergut Pillkaln, von 1837 bis 1845 das Rittergut Groß Niekratzen und seit 1850 das Rittergut Alt-Abgulden. Weiterhin war er Arrendator des Gutes Neu-Friedrichshof. Er verfasste Aufsätze über landespolitische Fragen.

## Schriften
- Wahn und Wahrheit, oder die Anhänger der Franzosen und ihre Gegner, 1813
- Geschichtlich-vergleichende Darstellung über das zeitgemäss zu realisirende Allerhöchst bestätigte Reglement des Kurländischen Kreditvereins, 1830
- Ueber das Fortschreiten der Zeit in moralischer Beziehung, 1846
- Ueber die Bauerverhältnisse (für Curland) in der Oeconomie, in Beziehung auf die frühere Leibeigenschaft und die Entwicklung des Bauernzustandes nach Aufhebung derselben, 1846
- Westeuropa und Rußland in Beziehung auf die Verschiedenheit ihrer Verhältnisse und die gegenwärtigen Zeitereignisse, 1849
- Zustände Kurlands im vorigen und diesem Jahrhundert, 1858